# Некрасов, Николай Васильевич
Николай Васильевич Некрасов (23 декабря 1915 — 16 августа 1968) — советский офицер-пехотинец в Великой Отечественной войне, Герой Советского Союза (17.05.1944). Полковник.

## Биография
Николай Некрасов родился 23 декабря 1915 года в селе Верх-Алеус (ныне — Ордынский район Новосибирской области). Окончил неполную среднюю школу. В 1933—1936 годах проходил службу в Рабоче-крестьянской Красной Армии. Демобилизовавшись, работал на хозяйственных должностях в Новосибирске. Окончил курсы председателей районных контор леса и сплава, курсы торговых работников, Новосибирскую совпартшколу. 
В июле 1941 года Некрасов повторно был призван на службу в Рабоче-крестьянскую Красную Армию. В том же году он окончил Новосибирское военно-политическое училище, а в 1943 году — курсы усовершенствования командного состава. С февраля 1942 года — на фронтах Великой Отечественной войны.
К октябрю 1943 года капитан Николай Некрасов командовал батальоном 932-го стрелкового полка 252-й стрелковой дивизии 53-й армии Степного фронта. Отличился во время битвы за Днепр. В ночь с 30 сентября на 1 октября 1943 года батальон Некрасова в числе первых переправился через Днепр в районе села Чикаловка Кременчугского района Полтавской области Украинской ССР и принял активное участие в боях за захват и удержание плацдарма на его западном берегу. Захватив и окопавшись на плацдарме, батальон, несмотря на большие потери, успешно держал круговую оборону, продержавшись до переправы основных сил.
Указом Президиума Верховного Совета СССР от 17 мая 1944 года за «образцовое выполнение боевых заданий командования на фронте борьбы с немецкими захватчиками и проявленные при этом отвагу и геройство», капитану Николаю Васильевичу Некрасову присвоено звание Героя Советского Союза с вручением ордена Ленина и медали «Золотая Звезда».
С 24 мая 1944 года в связи с тяжелой болезнью находился в госпитале, после выздоровления направлен в тыловые части и более участия в боях не принимал.
После окончания войны Н. В. Некрасов продолжил службу в Советской Армии. С 1958 года служил военным комиссаром Кировского района Новосибирска. С 1961 года — председатель Новосибирского областного совета ДОСААФ. Скончался 16 августа 1968 года, похоронен на Заельцовском кладбище Новосибирска.

## Награды
- Герой Советского Союза (17.05.1944)
- Орден Ленина (17.05.1944)
- Орден Красного Знамени (12.08.1943)
- Орден Красной Звезды (5.11.1954)
- медали[1]

## Память
- В честь Некрасова установлен его бюст в Ордынском[1][3].